# New Radicals
New Radicals war eine US-amerikanische Rockband um Frontmann und Produzent Gregg Alexander, die 1997 in Los Angeles gegründet wurde und bis 1999 aktiv war. Im Januar 2021 spielte die Band ein einmaliges Konzert bei der Amtseinführung von Joe Biden.

## Karriere
1997 schloss die Band einen Plattenvertrag mit MCA Records und brachte im Oktober 1998 ihr einziges Album auf den Markt, Maybe You’ve Been Brainwashed Too. Dabei fungierte Alexander als Sänger, Songwriter und Produzent.
Das Album wurde ein voller Erfolg, am bekanntesten wurde die Singleauskopplung You Get What You Give. Anschließend löste Alexander die Band überraschend wieder auf und konzentriert sich seither auf seine Arbeit als Produzent.
2008 nahmen Alexander, das ehemalige New-Radicals-Mitglied Danielle Brisebois sowie die ebenfalls an den Aufnahmen von Maybe You’ve Been Brainwashed Too beteiligten Rick Nowels und Rusty Anderson unter dem Namen The Not so Silent Majority den Song Obama Rock auf, mit dem sie den Wahlkampf von Präsidentschaftskandidat Barack Obama unterstützten.
Im Januar 2021 wurde bekanntgegeben, dass die Band fast 22 Jahre nach ihrer Auflösung bei der Amtseinführung von Joe Biden auftreten wird. You Get What You Give war einer der Lieblingssongs von Beau Biden und wurde während des Präsidentschaftswahlkampfes 2020 von Douglas Emhoff als Erkennungsmelodie genutzt.

## Diskografie

### Studioalben
- 1998: Maybe You’ve Been Brainwashed Too

### Singles
- 1998: You Get What You Give
- 1999: Someday We’ll Know

## Auszeichnungen für Musikverkäufe
| Goldene Schallplatte - Italien - 2024: für die Single You Get What You Give | 2× Platin-Schallplatte - Neuseeland - 2022: für die Single You Get What You Give |

Anmerkung: Auszeichnungen in Ländern aus den Charttabellen bzw. Chartboxen sind in ebendiesen zu finden.
| Land/RegionAuszeichnungen für Musikverkäufe (Land/Region, Auszeichnungen, Verkäufe, Quellen) | Gold     | Platin     | Verkäufe  | Quellen          |
| -------------------------------------------------------------------------------------------- | -------- | ---------- | --------- | ---------------- |
| Italien (FIMI)                                                                               | Gold1    | —          | 50.000    | fimi.it          |
| Neuseeland (RMNZ)                                                                            | —        | 2× Platin2 | 60.000    | radioscope.co.nz |
| Vereinigte Staaten (RIAA)                                                                    | —        | Platin1    | 1.000.000 | riaa.com         |
| Vereinigtes Königreich (BPI)                                                                 | Gold1    | 2× Platin2 | 1.300.000 | bpi.co.uk        |
| Insgesamt                                                                                    | 2× Gold2 | 5× Platin5 |           |                  |